# Marek Danko

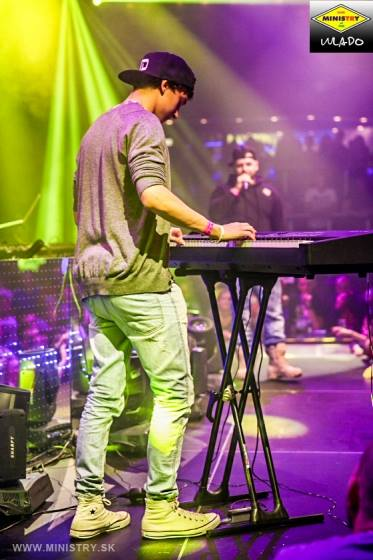
Marek Danko

Marek Danko (* 1. prosince 1995, Lučenec) je slovenský klavírista, skladatel a hudební producent působící na Slovensku.

## Současnost
Od roku 2016 se věnuje svému vlastnímu projektu kde vystupuje pod novým uměleckým jménem MARK DANN. Jeho první singl má název The Way.
| Rok vydání | Název          | featuring           | Radio SK/CZ TOP 50 |
| ---------- | -------------- | ------------------- | ------------------ |
| 2017       | "The Way"      | ft. Martin Císar    | 19                 |
| 2017       | "Sunflowers"   | ft. Lucius Szikora  | 14                 |
| 2018       | "Again"        | ft. Jaro Smejkal    | 16                 |
| 2018       | "Without you"  | ft. Sarah Cao       | 17                 |
| 2019       | "Lose my mind" |                     | -                  |
| 2019       | "Freedom"      | ft. Dani Slovak     | 04                 |
| 2020       | "Take me home" | ft. Jakub Pružinský | -                  |
| 2021       | "Iba ty"       | ft. BuranoWski      | 14                 |
| 2022       | "In My Mind"   | ft. Giovanni Ricci  | 02                 |
| 2023       | "Love Me Now"  | ft. MINA            | 04                 |

## Začátky
Marek Danko se poprvé seznámil s klavírem jako 4letý, když si našel dětskou verzi tohoto nástroje jako dárek pod vánočním stromkem. Fascinoval ho od prvního momentu zejména tím, že každý kláves vydával jiný tón. Jednoho dne zjistil, že na hračkářském klavíru dokáže zahrát zpaměti písničku, kterou se učil zpívat ve školce. Od té doby své umění zdokonaloval bez odborného vedení. Jako 15letý začal nahrávat cover verze známých slovenských, ale i světových písniček v klavírní verzi a zveřejňoval je na YouTube. Velký zlom v jeho kariéře nastal, když se v roce 2012 stal vítězem talentové soutěže PaSA má talent v Lučenci. Právě tam si jeho nadání všiml známý slovenský zpěvák a producent Miro Jaroš, který se o něj ihned začal zajímat a nabídl mu spolupráci. 6. července 2013 Marek odehrál svůj první koncert na festivalu v Ružinej. Od září 2015 žije a tvoří v hlavním městě Bratislava.

## Tvorba
| Umělec                            | Album                 |                        |
| --------------------------------- | --------------------- | ---------------------- |
| Dominika Mirgová                  | Tu sme boli           | Autor hudby            |
| Dominika Mirgová                  | Šťastné a veselé      | Autor hudby            |
| Dominika Mirgová                  | Objím ma              | Autor hudby            |
| Dominika Mirgová ft. Elpe         | Dole                  | Autor hudby            |
| Dominika Mirgová ft. Pavel Callta | Štít                  | Autor hudby            |
| Dominika Mirgová                  | Armáda                | Vokály                 |
| Kali                              | N!kto                 | Spolupráca na pesničke |
| Laura Belicová                    | Srdce                 | Autor hudby            |
| Marks ft. Kristína Hukkelová      | Vianočná              | Autor hudby            |
| Marks                             | Púpava                | Autor hudby            |
| Miro Jaroš                        | Rieka                 | Autor hudby            |
| Miro Jaroš                        | Zabalené do papiera   | Autor hudby            |
| Miro Jaroš                        | Tešíme sa na Ježiška  | Autor hudby            |
| Miro Jaroš                        | Nech už nasneží       | Autor hudby            |
| Miro Jaroš                        | Máme tu dni sviatočné | Autor hudby            |
| Miro Jaroš                        | Spievaj Aleluja       | Autor hudby            |
| Miro Jaroš                        | Biela zástava         | Autor hudby            |
| Miro Jaroš ft. Barbara Haščáková  | Nepozerám             | Autor hudby            |
| Miro Jaroš ft. Twiins             | Originál              | Autor hudby            |
| Miro Jaroš                        | Vločka                | Autor hudby            |
| Miro Jaroš                        | Dobré ráno            | Autor hudby            |
| Miro Jaroš                        | Pri stole             | Autor hudby            |
| Miro Jaroš                        | Poď cvičiť            | Autor hudby            |
| Miro Jaroš                        | Veľké upratovanie     | Autor hudby            |
| Miro Jaroš                        | Na ceste              | Autor hudby            |
| Miro Jaroš                        | Do školy sa teším     | Autor hudby            |
| Miro Jaroš                        | Cesta do rozprávky    | Autor hudby            |
| Miro Jaroš                        | Kamaráti              | Autor hudby            |
| Miro Jaroš                        | Moje telo             | Autor hudby            |
| Miro Jaroš                        | Narodeniny            | Autor hudby            |
| Miro Jaroš                        | Pozdravy              | Autor hudby            |
| Miro Jaroš                        | Šikovník              | Autor hudby            |
| Miro Jaroš                        | U doktora             | Autor hudby            |
| Miro Jaroš                        | Šteniatko             | Autor hudby            |
| Ricco a Claudia                   | Tajný sen             | Autor hudby            |
| Ricco a Claudia                   | Dúha                  | Autor hudby            |
| Ricco a Claudia                   | Ver mi                | Autor hudby            |
| Ricco a Claudia                   | Modlitba              | Autor hudby            |
| Ricco a Claudia                   | Amor prohibido        | Autor hudby            |
| Ricco a Claudia                   | Nedá sa újsť          | Autor hudby            |
| Ricco a Claudia                   | Opýtaj sa lásky       | Autor hudby            |
| Ricco a Claudia                   | Milión                | Autor hudby            |
| Ricco a Claudia                   | With you              | Autor hudby            |
| Ricco a Claudia                   | Slávny básnik         | Autor hudby            |
| Suvereno                          | Jednoducho krása      | Spolupráca na pesničke |